# BamBam
Kunpimook Bhuwakul (en thaï : กันต์พิมุกต์ ภูวกุล), dit BamBam (hangeul : 뱀뱀), né le 2 mai 1997, est un rappeur, chanteur, danseur et hôte de télévision thaïlandais. Il est membre du boys band sud-coréen GOT7, anciennement sous le label JYP Entertainment qui l'avait par ailleurs formé. À la suite du départ de GOT7 du label JYP Entertainment en janvier 2021, BamBam rejoint Abyss Company.

## Biographie
BamBam de son vrai nom Kunpimook Bhuwakul, né le 2 mai 1997 en Thaïlande. Sa famille se compose de sa mère, ses deux frères et sa sœurs. Son père est décédé lorsqu'il avait 3 ans. 
BamBam s'est intéressé à la culture coréenne et a commencé à rêver de devenir chanteur grâce à sa mère qui, en tant que fan de Rain, l'a emmené à plusieurs concerts. Il a commencé à apprendre à danser et à chanter à l'âge de 10 ans. Il a débuté dans un groupe de danse appelé We Zaa Cool avec Lisa du groupe BLACKPINK. En septembre 2009, leur groupe participe au concours LG Entertainment Million Dream Sanan World et remporte le prix de l'"Équipe spéciale". 
Il a ensuite auditionné chez JYP Entertainment quand il avait 13 ans et est devenu stagiaire au sein de l'agence. . Le 16 janvier 2014, il a officiellement débuté au sein du groupe GOT7, avec la chanson "Girls Girls Girls". Le 9 avril 2018, Bambam retourne en Thaïlande pour son service militaire, mais il est exempté car le quota de volontaires avait déjà été atteint dans sa région. 
Il a fréquenté l'école élémentaire Saiaksorn et l'école secondaire Pramoch Witthaya Raminthra, où il a obtenu son diplôme en janvier 2020.

## Carrière

### 2014-2020: Début de sa carrière, GOT7
Bambam est resté stagiaire sous le label JYP Entertainment pendant environ trois ans et demi avant de faire ses débuts dans GOT7. Bambam est apparu dans un épisode du survival WIN: Who Is Next paru le 6 septembre 2013 aux côtés de Mark (GOT7), Jackson (GOT7), Yugyeom (GOT7) et Young K, Jae, Wonpil, Sungjin, Junhyeok de Day6, ils étaient en compétition contre les stagiaires du label YG Entertainment (Winner et Ikon). La première chanson de GOT7, Girls Girls Girls sort le 16 janvier 2014.
En 2016, BamBam et Jackson apparaissent dans l'émission de variétés sud-coréenne Real Men pour un épisode spécial, "Enrôler ensemble". BamBam et Jinyoung sont animateurs permanents de l'émission M!Countdown de Mnet aux côtés de Key de Shinee de mars 2015 à mars 2016.
Durant l'année 2017, Bambam écrit les paroles de la musique You Are pour le 7e mini-album "7for7" de GOT7. Le 7 avril 2017, il réalise Make It Right pour l'entreprise Yamaha Thailand's Motorcycle Qbix. De plus, Bambam collabore avec de nombreux artistes thaïlandais tels que Best Nathasit, Mild Wiraporn, Jayjay Kritsanapoom, Ud Awat ou Captain Chonlathorn. Le 5 décembre 2017, Bambam lance sa marque de vêtements appelée DoubleB en collaboration avec Represent. Cette édition limitée était disponible à l'achat pendant 2 semaines, les bénéfices de cette campagne, qui a été vendu à 13 707 exemplaires, ont été offerts à Water.org, une organisation qui donne l’accès à l'eau dans des endroits où il est difficile d'avoir l'eau courante.
Le 28 septembre 2018, il partage une vidéo réalisée, par lui-même, intitulée "Mon année 2018" sur le compte YouTube de GOT7 afin de remercier les fans de leur soutien. Ensuite le 30 janvier 2019, BamBam a annoncé son premier fan meeting tour appelé Black Feather In Thailand qui s'est déroulé du 2 au 17 mars dans 5 villes : Bangkok, Nakhon Ratchasima, Khon Kaen, Phuket City puis pour terminer Chiang Mai.
Au printemps 2019, il rejoint Jus2 à leur premier showcase en Asie, en tant que MC à Jakarta (21 avril) et à Bangkok (27-28 avril). En mai 2019, il devient le porte-parole d'une campagne lancée par UNICEF Thaïlande et le ministère du Développement social et de la Sécurité humaine contre la maltraitance des enfants. En septembre, il fait don de 100 000 bahts pour aider les enfants touchés par l'inondation dans la province d'Ubon Ratchathani. Le 23 septembre 2019, il publie une vidéo auto-réalisée intitulée Feel It, See It sur le compte YouTube de GOT7, qui retrace la tournée du groupe en Amérique. Le 15 octobre 2019, le rappeur thaïlandais F.Hero sort son album Into The New Era où nous pouvons découvrir la chanson Do You en collaboration avec BamBam.

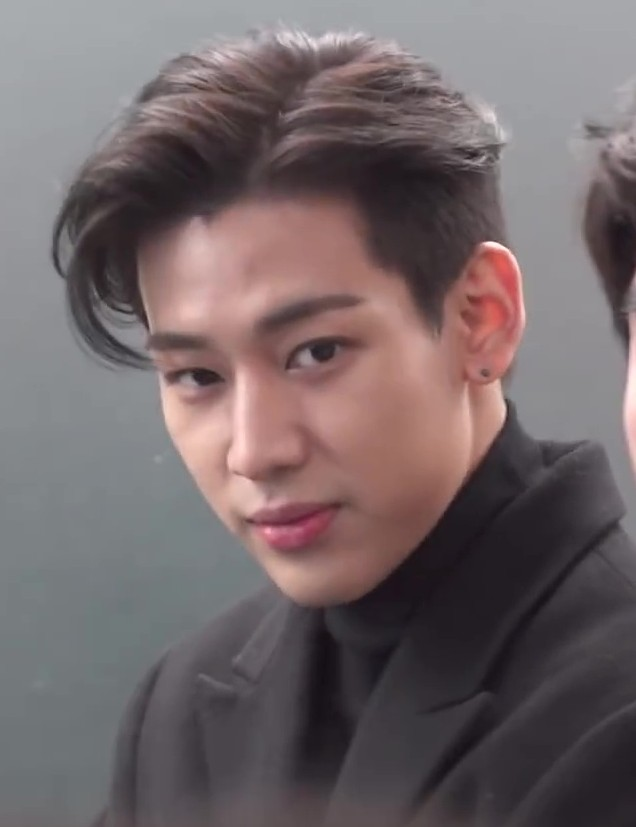
BamBam à l'aéroport d'Incheon, le 7 janvier 2019.

BamBam est considéré comme ayant une grande influence dans les domaines de la publicité et des médias sociaux en Thaïlande. Depuis 2017, il représente huit marques dans son pays d'origine. En 2019, son compte Twitter est le compte de divertissement le plus mentionné en Thaïlande.
En 2020, il poursuit son partenariat avec UNICEF Thaïlande, en participant au concert virtuel Love Delivery Fest le 31 mai pour sensibiliser et soutenir les familles touchées par la pandémie de COVID-19. Il participe également à la campagne The Sound of Happiness en collaboration avec le département de la santé mentale et Joox Thaïlande, destinée aux adolescents. Il est aussi choisi comme visage de la nouvelle campagne 5G d'AIS, le principal opérateur de réseau mobile en Thaïlande, avec Lisa de Blackpink. Le 10 novembre 2020, il devient le nouvel ambassadeur du jeu vidéo de simulation de vie Les Sims 4. Le 16 novembre 2020, BamBam chante sa première OST I'm Not a Con-Heartist (พี่ไม่หล่อลวง), qu'il a composé et produite avec Psycho Tension, pour le film thaïlandais The Con-Heartist. Le 14 décembre 2020, il sort une autre chanson, Beat Your Best, pour promouvoir les boissons BK en Thaïlande. 

### 2021-présent: Ses débuts en solo
Le 19 janvier 2021, à la suite de l'expiration de son contrat, il quitte JYP Entertainment. Le 5 mars 2021, Abyss Company annonce que BamBam a signé un contrat exclusif avec eux. Le 16 mars, il reçoit le prix du modèle d'inspiration pour la jeunesse lors des Thailand Master Youth Awards. Le 17 mai, il est maître de cérémonie de la version thaïlandaise de Simply K-Pop Con-Tour. Le 19 mai, Vogue Thaïlande sélectionne BamBam comme l'un des 100 influenceurs de l'industrie de la mode en Thaïlande.
Le 2 juin, il est annoncé comme nouvelle égérie d’Yves Saint Laurent.
Le 15 juin, BamBam fait ses débuts en solo en Corée du Sud avec son premier album, Ribbon.
Le 28 décembre, BamBam sort un nouveau digital single en collaboration avec Seulgi du groupe féminin Red Velvet, intitulé Who Are You, ce single est en fait un pré-single de son deuxième album qui sortira quelques semaines plus tard.
Les 1er et 2 janvier 2022, le chanteur organise son premier fan meeting à Bangkok, en Thaïlande. Deux semaines plus tard, le 18 janvier 2022, il sort son deuxième album intitulé B.

## Discographie

### En solo

#### Albums
| Titre  | Détails | Année | Meilleur position dans les charts | Ventes                       |
| Titre  | Détails | Année | COR                               | Ventes                       |
| ------ | --- | ----- | --------------------------------- | ---------------------------- |
| Ribbon | - Date de sortie : 15 juin 2021 - Label : Abyss Company - Formats : CD, téléchargement numérique, streaming    | 2021  | 2                                 | - KOR: 113,065 - CHN: 17,704 |
| B      | - Date de sortie : 18 janvier 2022 - Label : Abyss Company - Formats : CD, téléchargement numérique, streaming | 2022  | 5                                 | - KOR : 100,468              |

#### Singles
| Titre | Année | Meilleur position dans les charts | Meilleur position dans les charts | Album            |
| Titre | Année | COR                               | US World                          | Album            |
| --- | ----- | --------------------------------- | --------------------------------- | ---------------- |
| "Make It Right" (feat. Jayjay Kritsanapoom, Best Nathasit, Mild Wiraporn, Captain Chonlathorn, and Ud Awat)   | 2017  | —                                 | —                                 | Pas d'album      |
| "I'm Not a Con-Heartist" (พี่ไม่หล่อลวง)                                                                          | 2020  | —                                 | —                                 | Pas d'album      |
| "Beat Your Best"                                                                                              | 2020  | —                                 | —                                 | Pas d'album      |
| "Ribbon" | 2021  | 144                               | 17                                | Ribbon           |
| "Who Are You" (feat Seulgi de Red Velvet)                                                                     | 2021  | —                                 | 9                                 | B                |
| "Slow Mo" | 2022  | 132                               | —                                 | B                |
| "Skrrt" (F. Hero et BamBam feat Youngohm)                                                                     | 2022  | —                                 | —                                 | Pas d'album      |
| En featuring                                                                                                  |       |                                   |                                   |                  |
| "Do You" (F. Hero feat. BamBam)                                                                               | 2019  | —                                 | —                                 | Into the New Era |
| La mention "-" indique les sorties qui n'ont pas figuré au palmarès ou ne sont pas sorties dans cette région. |       |                                   |                                   |                  |

### Crédits d'écriture
Tous les crédits de chansons sont adaptés de la base de données de la Korea Music Copyright Association, sauf indication contraire.
| Année | Artiste | Titre                                | Album                                         | Paroles | Paroles                                                                                          | Musique | Musique                                                       |
| Année | Artiste | Titre                                | Album                                         | Crédité | Avec                                                                                             | Crédité | Avec                                                          |
| ----- | ------- | ------------------------------------ | --------------------------------------------- | ------- | ------------------------------------------------------------------------------------------------ | ------- | ------------------------------------------------------------- |
| 2015  | GOT7    | "Everyday" (매일)                    | Mad: Winter Edition                           | Oui     | Defsoul (JB), Cho Wool of Princess Disease                                                       | (na)    |                                                               |
| 2016  | GOT7    | "See the Light" (빛이나)             | Flight Log: Departure                         | Oui     | Yugyeom, Mark Tuan, Frants                                                                       | (na)    |                                                               |
| 2016  | GOT7    | "Something Good"                     | Flight Log: Departure                         | Oui     | Defsoul (JB)                                                                                     | (na)    |                                                               |
| 2016  | GOT7    | "Feel My Vibe"                       | Non-commercial single                         | Oui     | Jackson Wang, Boytoy                                                                             | (na)    |                                                               |
| 2016  | GOT7    | "No Jam" (노잼)                      | Flight Log: Turbulence                        | Oui     | Mark, Frants, Yugyeom, Jackson                                                                   | (na)    |                                                               |
| 2016  | GOT7    | "If" (만약에)                        | Flight Log: Turbulence                        | Oui     | Primeboi, Mark                                                                                   | (na)    |                                                               |
| 2016  | GOT7    | "Dreamin'" (니꿈꿔)                  | Flight Log: Turbulence                        | Oui     | earattack, Defsoul (JB)                                                                          | (na)    |                                                               |
| 2017  | GOT7    | "Shopping Mall"                      | Flight Log: Arrival                           | Oui     | earattack, Defsoul (JB), Jackson, Mark                                                           | (na)    |                                                               |
| 2017  | GOT7    | "Paradise"                           | Flight Log: Arrival                           | Oui     | Jinyoung, Distract                                                                               | (na)    |                                                               |
| 2017  | GOT7    | "Go Higher"                          | Flight Log: Arrival                           | Oui     | earattack, Defsoul (JB), Jackson, Mark                                                           | (na)    |                                                               |
| 2017  | GOT7    | "Moon U"                             | 7 for 7                                       | Oui     | Ars (Youngjae), Joo Chan-yang, Maxx Song                                                         | (na)    |                                                               |
| 2017  | GOT7    | "Remember You"                       | 7 for 7                                       | Oui     | Lee Ha-jin                                                                                       | Oui     | Images                                                        |
| 2017  | GOT7    | "Face"                               | 7 for 7                                       | Oui     | Lee Woomin 'collapsedone', Mayu Wakisaka, Jackson, Mark                                          | (na)    |                                                               |
| 2017  | GOT7    | "97 Young & Rich"                    | Turn Up                                       | Oui     | Yugyeom, Frants, Simon                                                                           | Oui     | Yugyeom, Frants                                               |
| 2018  | GOT7    | "The Reason"                         | Eyes on You                                   | Oui     | Lee Ha-jin                                                                                       | Oui     | Images                                                        |
| 2018  | GOT7    | "Party"                              | Present: You                                  | Oui     |                                                                                                  | Oui     | Frants                                                        |
| 2018  | GOT7    | "WOLO"                               | Present: You & Me                             | Oui     | Jackson, Yugyeom                                                                                 | (na)    |                                                               |
| 2018  | GOT7    | "King"                               | Present: You & Me                             | Oui     | Jinyoung                                                                                         | Oui     | Jinyoung, Frants                                              |
| 2018  | GOT7    | "Nightmare"                          | Non-commercial single                         | Oui     | Jackson, Mark                                                                                    | (na)    |                                                               |
| 2019  | GOT7    | "Cold"                               | I Won't Let You Go                            | Oui     | Simon                                                                                            | Oui     | Frants                                                        |
| 2019  | GOT7    | "Believe" (믿어줄래)                 | Spinning Top: Between Security and Insecurity | Oui     | Tommy Park                                                                                       | Oui     | Frants                                                        |
| 2020  | GOT7    | "God Has Return + Mañana"            | Dye                                           | Oui     | Jackson, Mark                                                                                    | Oui     | Frants                                                        |
| 2020  | BamBam  | "I'm Not a Con-Heartist" (พี่ไม่หล่อลวง) | Non-album single                              | (na)    |                                                                                                  | Oui     | Psycho Tension                                                |
| 2020  | GOT7    | "Waiting For You"                    | Breath of Love: Last Piece                    | Oui     | Psycho Tension                                                                                   | Oui     | Psycho Tension                                                |
| 2021  | BamBam  | "Pandora"                            | Ribbon                                        | Oui     | Earattack, Lee Ha-jin, Hwang Yoo-bin                                                             | (na)    |                                                               |
| 2021  | BamBam  | "Ribbon"                             | Ribbon                                        | Oui     | Jo Yoon-kyung, Lee Ha-jin, Earattack, Luke                                                       | Oui     | Peter Chun, Andreas Carlsson, Drew Scott, Ryan Kim, Earattack |
| 2021  | BamBam  | "Look So Fine"                       | Ribbon                                        | Oui     | Lee Ha-jin, Earattack                                                                            | Oui     | Earattack                                                     |
| 2021  | BamBam  | "Air"                                | Ribbon                                        | Oui     | Chris LaRocca, Bryan Chong                                                                       | Oui     | Chris LaRocca, Bryan Chong                                    |
| 2021  | BamBam  | "Under the Sky"                      | Ribbon                                        | Oui     | Lee Ha-jin                                                                                       | (na)    |                                                               |
| 2022  | BamBam  | "Intro : Satellites"                 | B                                             | Oui     | Dougie F, Bryan Chong                                                                            | (na)    |                                                               |
| 2022  | BamBam  | "Who Are You"                        | B                                             | Oui     | Lee Seu-ran, Lee Ha-jin, Grey (Kyle Trewartha, Michael Trewartha), Mikael Temrowski, Livvi Franc | (na)    |                                                               |
| 2022  | BamBam  | "Slow Mo"                            | B                                             | Oui     | Lee Seu-ran, Pink Sweat$, Jayson DeZuzio                                                         | (na)    |                                                               |
| 2022  | BamBam  | "Let Me Love You"                    | B                                             | Oui     | Jimmy Brown                                                                                      | (na)    |                                                               |
| 2022  | BamBam  | "Ride or Die"                        | B                                             | Oui     | Lee Seu-ran, Earattack                                                                           | (na)    |                                                               |

## Filmographie

### Films
| Année | Titre             | Rôle                 | Note                        |
| ----- | ----------------- | -------------------- | --------------------------- |
| 2012  | Fairy Tale Killer | Fils de Wong Wai-han | Film d'horreur de Hong Kong |
| 2016  | Sanctuary         | BamBam               | Film thaïlandais            |

### Drama
| Année | Titre               | Rôle                     | Chaîne                 | Note                                                  |
| ----- | ------------------- | ------------------------ | ---------------------- | ----------------------------------------------------- |
| 2015  | Dream Knight        | BamBam (GOT7)            | Youku Tudou ou Nexflix | Drama en ligne coréano-chinois par JYP et Youku Tudou |
| 2016  | Don't Dare to Dream | Homme au bar thaïlandais | SBS                    | Apparaît seulement dans l'épisode 1                   |

### Emissions
| Année | Titre                                    | Chaîne TV       | Note                                                                                            |
| ----- | ---------------------------------------- | --------------- | ----------------------------------------------------------------------------------------------- |
| 2013  | Who Is Next (WIN)                        | Mnet            | YG vs JYP Épisode 4, avec Mark, Jackson, Yugyeom et d'autres stagiaires de la JYP Entertainment |
| 2014  | After School Club                        | Arirang         | Avec les membres de GOT7 (Épisodes 41, 77, 122)                                                 |
| 2014  | Immortal Songs 2                         | KBS             | Avec les membres de GOT7                                                                        |
| 2014  | I Got7                                   | SBS MTV         | Avec les membres de GOT7 (Diffusion simultanée sur Youku & Tudou)                               |
| 2014  | Weekly Idol                              | MBC Every 1     | Avec les membres de GOT7 (Épisode 146)                                                          |
| 2014  | A Song for You                           | KBS             | Avec les membres de GOT7 (Épisode 2)                                                            |
| 2014  | M!Countdown Begins Open Studio           | Mnet            | Avec les membres de GOT7                                                                        |
| 2014  | King of Ratings                          | KBS             | Avec les membres de GOT7 (19 juillet 2014)                                                      |
| 2014  | We Got Married                           | MBC             | Avec JB, Youngjae, Jinyoung et Yugyeom (Épisode 27)                                             |
| 2015  | Roommate Season 2                        | SBS             | Avec Mark, Youngjae, Jinyoung et Yugyeom (S2 Épisode 14)                                        |
| 2015  | My Young Tutor                           | MBC             |                                                                                                 |
| 2015  | C-Radio (Idol True Colors)               | MBC             | Avec Jackson et Heo Young-ji                                                                    |
| 2016  | Where is My Friend's Home                | JTBC            | Avec Jackson                                                                                    |
| 2016  | Real Men                                 | MBC             | Avec Jackson                                                                                    |
| 2016  | Uncontrollably Actor                     | K-STAR          |                                                                                                 |
| 2017  | I Can See Your Voice                     | Mnet            | Avec Mark, Youngjae, Yugyeom, Jinyoung et JB                                                    |
| 2017  | 3 zap                                    | Channel 3       | Avec les membres de GOT7                                                                        |
| 2017  | I Can See Your Voice Thailand            | Workpoint TV    | Avec Mark, Youngjae et Yugyeom                                                                  |
| 2019  | Got7 Real Thai                           | XtvN            | Avec Mark, Youngjae and Jinyoung                                                                |
| 2022  | Rossily in Secret                        | KBS2, KBS World |                                                                                                 |
| 2025  | Chuang Asia: Season 2 (创造营亚洲第二季) | Tencent Video   | Membre régulier (mentor et producteur) avec The8, Jeff Satur, Tia Ray, Yaya Urassaya            |

### Hôte
| Année | Chaîne    | Show                               | Note                            |
| ----- | --------- | ---------------------------------- | ------------------------------- |
| 2015  | Mnet      | M! Countdown                       | Avec Jinyoung (GOT7)            |
| 2016  | KBS       | battle likes                       | avec Mark (GOT7)                |
| 2017  | KBS       | K-Rush                             | Avec Woo Hye-rim (épisodes 5–8) |
| 2021  | TikTok    | 41st Blue Dragon Film Awards       | Avec Park Shin-young            |
| 2021  | MBC Radio | Kim Shin-young's Hope Song at Noon | Avec Youngjae (GOT7)            |
| 2021  | SBS       | 2021 Asia Song Festival            | Avec Sandara Park               |

## Awards et nominations
| Année | Award                                  | Catégorie                                        | Nomination                           | Résultat   | Ref.   |
| ----- | -------------------------------------- | ------------------------------------------------ | ------------------------------------ | ---------- | ------ |
| 2017  | Great Stars Awards                     | Super star sociale masculine de l'année          | Bambam                               | Lauréat    | [ 56 ] |
| 2018  | Great Stars Awards                     | Super star sociale masculine de l'année          | Bambam                               | Lauréat    | [ 57 ] |
| 2019  | 8th Daradaily Awards                   | Prix du vote de popularité masculin              | Bambam                               | Lauréat    | [ 58 ] |
| 2020  | JOOX Thailand Music Awards             | Social Superstar                                 | Bambam                               | Lauréat    | [ 59 ] |
| 2021  | 29th Suphannahong National Film Awards | Meilleure chanson originale                      | "I'm Not a Con-Heartist" (พี่ไม่หล่อลวง) | Nomination | [ 60 ] |
| 2021  | Thailand Master Youth 2020-2021 Awards | Prix du modèle de rôle inspirant pour les jeunes | Bambam                               | Lauréat    | [ 61 ] |
| 2021  | JOOX Thailand Music Awards             | Chanson de l'année                               | "I'm Not a Con-Heartist" (พี่ไม่หล่อลวง) | Lauréat    | ,      |
| 2021  | 2021 Line TV Awards                    | Line TV meilleure chanson thaï                   | "I'm Not a Con-Heartist" (พี่ไม่หล่อลวง) | Nomination | [ 64 ] |